# Lista regiunilor din Teritoriul de Nord
Statul federal australian Teritoriul de Nord are 63 de regiuni administrative (Local Government Areas).
Există în LGA din Teritoriul de Nord 4 criterii de clasificare:
1. Municipalities (M.) (6)
2. Community Government Council (C.G.C.) (30)
3. Incorporated Associations (Inc.) (26)
4. Special Purpose Town (S.P.T.) (1)

| - Aherrenge Association Inc. - Ali Curung Council Association Inc. - Alice Springs Town Council (M.) - Alpurrurulam (C.G.C.) - Amoonguna Community Inc. - Angurugu (C.G.C.) - Anmatjere (C.G.C.) - Aputula Housing Assoc. - Areyonga Community Inc. - Arltarlpilta (C.G.C.) | - Belyuen (C.G.C.) - Binjari (C.G.C.) - Borroloola (C.G.C.)                                                                                                | - Coomalie (C.G.C.) - Cox Peninsula (C.G.C.) |
| - Daguragu (C.G.C.) - Darwin City Council (M.) | - Elliott District (C.G.C.) | - Galiwin'ku Community Inc. - Gapuwiyak Community Inc. |
| - Ikuntji Community Council Inc. - Imanpa Community Inc. | - Jabiru Town Council (S.P.T.) - Jilkminggan (C.G.C.) | - Kaltukatjara Community council. - Katherine Town Council (M.) - Kunbarllanjnja (C.G.C.)                                                                                                 |
| - Lajamanu (C.G.C.) - Litchfield Shire Council - Ltyentye Apurte (C.G.C.) | - Maningrida Council Inc. - Marngarr (C.G.C.) - Mataranka (C.G.C.) - Milingimbi Community Inc. - Milyakburra Community Council. - Minjilang Community Inc. | - Nauiyu Nambiyu (C.G.C.) - Nganmarriyanga Community Inc. - Ntaria Council - Numbulwar Numburindi (C.G.C.) - Nyirranggulung Mardrulk Ngadberre Regional Council - Nyirripi Community Inc. |
| - Palmerston City (M.) - Papunya Community Council - Peppimenarti Community Council Inc - Pine Creek (C.G.C.) | - Ramingining Community Council Inc. | - Tapatjatjaka (C.G.C.) - Tennant Creek Town Council (M.) - Thamarrurr Regional Council - Timber Creek (C.G.C.) - Tiwi Islands Local Government.                                          |
| - Umbakumba Community Council Inc. - Urapuntja Council Abor. Corp (Utopia) | - Walangeri Ngumpinku (C.G.C.) - Wallace Rockhole (C.G.C.) - Walungurru Council Inc (Kintore). - Warruwi Community Inc. - Watiyawanu (C.G.C.)              | - Yirrkala Dhanbul Comm Assoc. Inc. - Yuelamu Community Inc. - Yuendumu (C.G.C.) - Yugul Mangi (C.G.C.)                                                                                   |